# SP-595
A SP-595 é uma rodovia transversal do estado de São Paulo, administrada pelo Departamento de Estradas de Rodagem do Estado de São Paulo (DER-SP).

## Denominações
Recebe as seguintes denominações em seu trajeto:
Nome:	Gerson Dourado de Oliveira, Rodovia
- De - até:	SP-300 (Castilho) - Itapura - SP-310 (Ilha Solteira)
- Legislação:	LEI 9.158 DE 15/05/95

Nome:	Barrageiros, Rodovia dos	
- De - até:	SP-310 (Ilha Solteira) - Suzanápolis
- Legislação:	LEI 4.958 DE 30/12/85

Nome:	Ettore Bottura, Prefeito, Rodovia
- De - até:	Rubinéia - Três Fronteiras - Santa Fé do Sul
- Legislação:	LEI 17.036 DE 17/04/19

Nome:	Sem denominação
- De - até:	Santa Fé do Sul - Santa Rita D'Oeste

## Descrição

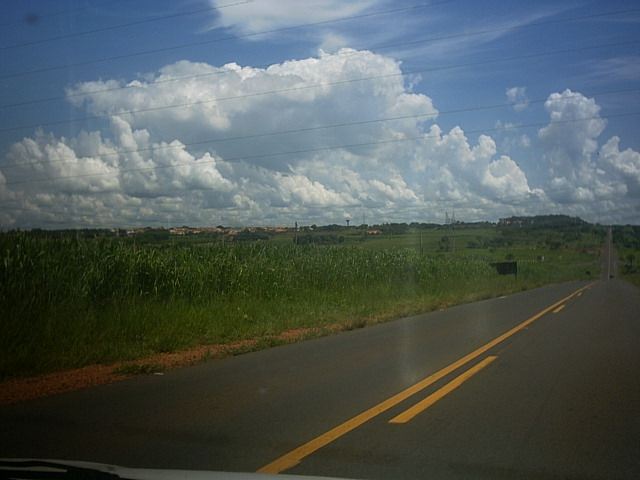
Trecho da SP-595 em Ilha Solteira.

Principais pontos de passagem: SP 300 (Castilho) - SP 310 - SP 320 - Santa Rita d'Oeste

### Trechos
Rodovia Gerson Dourado de Oliveira
Trecho da SP 595 localizada no trecho entre os quilômetros km 000 e km 050+150m da SP 595, passando pelos municípios de Castilho, Itapura e Ilha Solteira. É pavimentada e possui aproximadamente 50 km de extensão. A sua denominação atual foi projeto do então deputado estadual Dalla Pria e sancionado por Mario Covas.
Rodovia dos Barrageiros
Trecho da SP 595, localizada entre os quilômetros km 50,150m ao 85,810m passando pelo municípios de Ilha Solteira, Suzanápolis, Rubineia e Santa Fé do Sul.
Rodovia Prefeito Ettore Bottura
É o trecho compreendido entre os kms 85,810 e 113,110 da SP 595. Ettore Bottura, ex-prefeito de Santa Fé do Sul, lutou para que o traçado original da SP 595 fosse alterado e desviado para ligar a região de Santa Fé do Sul a Ilha Solteira, onde estava sendo construída a Usina Hidrelétrica de Ilha Solteira.

## Características

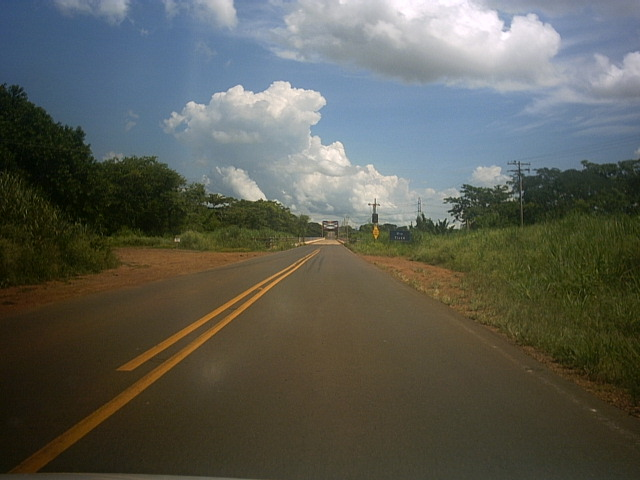
Trecho da SP-595 em Itapura.

### Extensão
- Km Inicial: 0,000
- Km Final: 120,847

### Localidades atendidas
- Castilho
- Itapura
- Ilha Solteira
- Suzanápolis
- Rubinéia
- Esmeralda
- Santa Fé do Sul
- Nova Canaã Paulista
- Três Fronteiras
- Santa Rita d'Oeste